# McGarry
McGarry es un municipio canadiense situado en la provincia de Ontario.

## Superficie
McGarry tiene una superficie de 85,62 km².

## Demografía
En 2021, tenía 579 habitantes, una densidad poblacional de 6,8 hab./km², y 333 viviendas.